# Карзинкин, Иван Иванович
Иван Иванович Карзинкин (1822—22 января 1889) — купец 1-й гильдии, потомственный почётный гражданин, щедрый благотворитель.

## Биография
Иван Иванович был внуком Андрея Сидоровича Карзинкина, основателя московской купеческой династии Карзинкиных, известный в Москве чаеторговец, купец 1-й гильдии. Продолжив семейное чаеторговое дело, нажил крупное состояние; кроме этого вместе с братом жены, Павлом Григорьевичем Шелапутиным, Михаилом Щегловым и Майклом Лунном стал учредителем и владельцем Балашинской мануфактуры бумажных изделий (основана в 1874 году). Компаньоны образовали «Товарищество на паях» Супруга — Екатерина Ивановна (урождённая Медведкова). Вторая супруга — Елизавета Григорьевна (1838—30 июля 1884) (урождённая Шелапутина, дочь Григория Антиповича Шелапутина, похоронена на кладбище Донского монастыря рядом с замужней дочерью, Капитолиной Ивановной Гомеровой).

### Троице-Лыково
Иван Иванович приобрел усадьбу Троице-Лыково, некогда принадлежавшую царской семье. Вступив во владение усадьбой, И.И. Карзинкин принял все меры к сохранению редкого памятника деревянного зодчества XVII века, храма во имя Успения Пресвятой Богородицы. Этот храм, о котором уже тогда было написано большое количество исследований, простояв два века пришел в крайнюю ветхость — ему грозило полное разрушение. К сожалению, смерть 22 января 1879 года не позволила Ивану Ивановичу привести в исполнение свои начинания. Практические работы по реконструкции церкви начал уже его сын — C. И. Карзинкин, а завершил внук — C. C. Карзинкин.